# A través de Flandes 2019
L'A través de Flandes 2019 va ser la 74a edició de l'A través de Flandes. Es disputà el 3 d'abril de 2019 sobre un recorregut de 182,8 km amb sortida a Roeselare i arribada a Waregem. La cursa formava part de l'UCI World Tour 2019 amb una categoria 1.UWT.
El vencedor final fou el neerlandès Mathieu van der Poel (Corendon-Circus) que s'imposà a l'esprint en un petit grup de 5 ciclistes que arribà destacat a meta. Anthony Turgis (Direct Énergie) i Bob Jungels (Deceuninck-Quick Step) completaren el podi.

## Recorregut
Els primers 80 km no tenen cap mena de dificultat i és en la segona part de la cursa on es concentren totes les cotes i els cinc trams de llambordes a superar.
| Murs   | Murs                          | Murs  | Murs       | Murs         | Murs                | Murs                 | Murs      |
| Número | Nom                           | Km    | Ferm       | Llargada (m) | Desnivell mitjà (%) | Desnivell màxima (%) | Km a meta |
| ------ | ----------------------------- | ----- | ---------- | ------------ | ------------------- | -------------------- | --------- |
| 1      | Nieuwe Kwaremont              | 82,0  | asfalt     | 2 000        | 4,8 %               | 8 %                  | 100,8     |
| 2      | Mont de l'Enclus (Bergstraat) | 110,9 | asfalt     | 1 000        | 6,8 %               | 16 %                 | 71,9      |
| 3      | Cota de Trieu                 | 118,3 | asfalt     | 1 100        | 4,9 %               | 11,8 %               | 64,5      |
| 4      | Kortekeer                     | 126,0 | asfalt     | 900          | 6,5 %               | 9,8 %                | 56,8      |
| 5      | Steenbeekdries                | 129,3 | asfalt     | 820          | 4,5 %               | 8 %                  | 53,5      |
| 6      | Taaienberg                    | 131,8 | llambordes | 800          | 6,6 %               | 15,8 %               | 51,0      |
| 7      | Berg Ten Houte                | 135,0 | llambordes | 1 100        | 6 %                 | 21 %                 | 47,8      |
| 8      | Cota de Trieu                 | 149,7 | asfalt     | 1 100        | 4,9 %               | 11,8 %               | 33,1      |
| 9      | Tiegemberg                    | 161,9 | asfalt     | 1 400        | 6,5 %               | 9 %                  | 20,9      |
| 10     | Holstraat                     | 166,3 | asfalt     | 1 000        | 5,2 %               | 12 %                 | 16,5      |
| 11     | Nokereberg                    | 173,8 | llambordes | 500          | 5,7 %               | 6,7 %                | 9,0       |

A més de les cotes caldrà superar cinc trams de llambordes :
| 1 | Neringenstraat   | 20    | 1 965 | 162,8 |
| 2 | Mariaborrestraat | 128,1 | 2 400 | 54,7  |
| 3 | Stationberg      | 129,4 | 650   | 53,4  |
| 4 | Varentstraat     | 157,1 | 2 000 | 25,7  |
| 5 | Herlegemstraat   | 176,5 | 800   | 6,2   |

## Equips participants
En aquesta edició hi van prendre part els divuit equips UCI WorldTeams i set equips continentals professionals que foren convidats a prendre-hi part, per completar un gran grup de 25 equips:
| WorldTeams (18)- AG2R La Mondiale - Astana - Bahrain-Merida - Bora-hansgrohe - CCC Team - Deceuninck-Quick Step - Dimension Data - EF Education First - Groupama-FDJ - Team Jumbo-Visma - Lotto Soudal - Mitchelton-Scott - Movistar Team - Katusha-Alpecin - Sky - Team Sunweb - Trek-Segafredo - UAE Team Emirates Equips continentals professionals (7)- Direct Énergie - Cofidis, Solutions Crédits - Corendon-Circus - Wanty-Groupe Gobert - Israel Cycling Academy - Vital Concept-B&B Hotels - Sport Vlaanderen-Baloise |
| |

## Classificació final
| \| Classificació general \| Classificació general \| Classificació general \| Classificació general \| Classificació general \| \| Corredor \| Corredor \| Equip \| Temps \| \| \| --------------------- \| --------------------- \| -------------------------- \| --------------------- \| --------------------- \| \| 1r \| Mathieu van der Poel \| Corendon-Circus \| 4h 05' 52" \| \| \| 2n \| Anthony Turgis \| Direct Énergie \| + 0" \| \| \| 3r \| Bob Jungels \| Deceuninck-Quick Step \| + 0" \| \| \| 4t \| Lukas Pöstlberger \| Bora-Hansgrohe \| + 0" \| \| \| 5è \| Tiesj Benoot \| Lotto-Soudal \| + 0" \| \| \| 6è \| Luke Rowe \| Team Sky \| + 18" \| \| \| 7è \| Danny van Poppel \| Team Jumbo-Visma \| + 19" \| \| \| 8è \| Yves Lampaert \| Deceuninck-Quick Step \| + 19" \| \| \| 9è \| Christophe Laporte \| Cofidis, Solutions Crédits \| + 19" \| \| \| 10è \| Heinrich Haussler \| Bahrain-Merida \| + 19" \| \| |                      |                            |            |
| |                      |                            |            |
| Font: ProCyclingStats |                      |                            |            |
| Classificació general |                      |                            |            |
| Corredor | Corredor             | Equip                      | Temps      |
| 1r | Mathieu van der Poel | Corendon-Circus            | 4h 05' 52" |
| 2n | Anthony Turgis       | Direct Énergie             | + 0"       |
| 3r | Bob Jungels          | Deceuninck-Quick Step      | + 0"       |
| 4t | Lukas Pöstlberger    | Bora-Hansgrohe             | + 0"       |
| 5è | Tiesj Benoot         | Lotto-Soudal               | + 0"       |
| 6è | Luke Rowe            | Team Sky                   | + 18"      |
| 7è | Danny van Poppel     | Team Jumbo-Visma           | + 19"      |
| 8è | Yves Lampaert        | Deceuninck-Quick Step      | + 19"      |
| 9è | Christophe Laporte   | Cofidis, Solutions Crédits | + 19"      |
| 10è | Heinrich Haussler    | Bahrain-Merida             | + 19"      |

## Llista de participants
| Deceuninck-Quick Step DQT | Deceuninck-Quick Step DQT  | Deceuninck-Quick Step DQT |
| ------------------------- | -------------------------- | ------------------------- |
| Núm                       | Ciclista                   | Pos                       |
| 1                         | Yves Lampaert (BEL) (ruta) | 8è                        |
| 2                         | Philippe Gilbert (BEL)     | DNF                       |
| 3                         | Kasper Asgreen (DEN)       | 143è                      |
| 4                         | Florian Sénéchal (FRA)     | 30è                       |
| 5                         | Álvaro Hodeg Chagui (COL)  | 131è                      |
| 6                         | Bob Jungels (LUX) (ruta)   | 3r                        |
| 7                         | Iljo Keisse (BEL)          | 82è                       |

| Movistar Team MOV | Movistar Team MOV                        | Movistar Team MOV |
| ----------------- | ---------------------------------------- | ----------------- |
| Núm               | Ciclista                                 | Pos               |
| 11                | Alejandro Valverde Belmonte (ESP) (ruta) | 31è               |
| 12                | Jaime Castrillo (ESP)                    | 108è              |
| 13                | Imanol Erviti Ollo (ESP)                 | 48è               |
| 14                | Lluís Mas Bonet (ESP)                    | 116è              |
| 15                | Nélson Oliveira (POR)                    | 59è               |
| 16                | Jürgen Roelandts (BEL)                   | 20è               |
| 17                | Jasha Sütterlin (GER)                    | 27è               |

| CCC Team CPT | CCC Team CPT               | CCC Team CPT |
| ------------ | -------------------------- | ------------ |
| Núm          | Ciclista                   | Pos          |
| 21           | Gijs Van Hoecke (BEL)      | 34è          |
| 22           | Paweł Bernas (POL)         | 120è         |
| 23           | Michael Schär (SUI)        | DNF          |
| 24           | Szymon Sajnok (POL)        | 84è          |
| 25           | Kamil Gradek (POL)         | 97è          |
| 26           | Jonas Koch (GER)           | 72è          |
| 27           | Nathan Van Hooydonck (BEL) | 39è          |

| Lotto-Soudal LTS | Lotto-Soudal LTS        | Lotto-Soudal LTS |
| ---------------- | ----------------------- | ---------------- |
| Núm              | Ciclista                | Pos              |
| 31               | Tiesj Benoot (BEL)      | 5è               |
| 32               | Adam Blythe (GBR)       | DNF              |
| 33               | Stan Dewulf (BEL)       | DNF              |
| 34               | Jens Keukeleire (BEL)   | 11è              |
| 35               | Frederik Frison (BEL)   | 118è             |
| 36               | Lawrence Naesen (BEL)   | 86è              |
| 37               | Brian van Goethem (NED) | 88è              |

| AG2R La Mondiale ALM | AG2R La Mondiale ALM            | AG2R La Mondiale ALM |
| -------------------- | ------------------------------- | -------------------- |
| Núm                  | Ciclista                        | Pos                  |
| 41                   | Oliver Naesen (BEL)             | 19è                  |
| 42                   | Gediminas Bagdonas (LTU) (ruta) | 138è                 |
| 43                   | Nico Denz (GER)                 | 126è                 |
| 44                   | Silvan Dillier (SUI)            | 73è                  |
| 45                   | Julien Duval (FRA)              | 119è                 |
| 46                   | Dorian Godon (FRA)              | 139è                 |
| 47                   | Stijn Vandenbergh (BEL)         | 76è                  |

| EF Education First EF1 | EF Education First EF1    | EF Education First EF1 |
| ---------------------- | ------------------------- | ---------------------- |
| Núm                    | Ciclista                  | Pos                    |
| 51                     | Logan Owen (USA)          | DNF                    |
| 52                     | Alberto Bettiol (ITA)     | 51è                    |
| 53                     | Taylor Phinney (USA)      | DNF                    |
| 54                     | Mitchell Docker (AUS)     | 96è                    |
| 55                     | Sebastian Langeveld (NED) | 106è                   |
| 56                     | Thomas Scully (NZL)       | 70è                    |
| 57                     | Sacha Modolo (ITA)        | 37è                    |

| Trek-Segafredo TFS | Trek-Segafredo TFS   | Trek-Segafredo TFS |
| ------------------ | -------------------- | ------------------ |
| Núm                | Ciclista             | Pos                |
| 61                 | Jasper Stuyven (BEL) | 14è                |
| 62                 | Koen de Kort (NED)   | 115è               |
| 63                 | Ryan Mullen (IRL)    | DNF                |
| 64                 | Alex Kirsch (LUX)    | 90è                |
| 65                 | Kiel Reijnen (USA)   | 133è               |
| 66                 | Mads Pedersen (DEN)  | 89è                |
| 67                 | Edward Theuns (BEL)  | 64è                |

| Bahrain-Merida TBM | Bahrain-Merida TBM         | Bahrain-Merida TBM |
| ------------------ | -------------------------- | ------------------ |
| Núm                | Ciclista                   | Pos                |
| 71                 | Marcel Sieberg (GER)       | 81è                |
| 72                 | Iván García Cortina (ESP)  | 16è                |
| 73                 | Heinrich Haussler (AUS)    | 10è                |
| 74                 | Kristjan Koren (SLO)       | 103è               |
| 75                 | Matej Mohorič (SLO) (ruta) | 15è                |
| 76                 | Luka Pibernik (SLO)        | 104è               |
| 77                 | Jan Tratnik (SLO)          | 33è                |

| Dimension Data TDD | Dimension Data TDD                | Dimension Data TDD |
| ------------------ | --------------------------------- | ------------------ |
| Núm                | Ciclista                          | Pos                |
| 81                 | Edvald Boasson Hagen (NOR)        | 36è                |
| 82                 | Michael Valgren Andersen (DEN)    | 29è                |
| 83                 | Lars Ytting Bak (DEN)             | 140è               |
| 84                 | Bernhard Eisel (AUT)              | 114è               |
| 85                 | Reinardt Janse van Rensburg (RSA) | 49è                |
| 86                 | Jacobus Venter (RSA)              | 149è               |
| 87                 | Julien Vermote (BEL)              | 132è               |

| UAE Team Emirates UAD | UAE Team Emirates UAD             | UAE Team Emirates UAD |
| --------------------- | --------------------------------- | --------------------- |
| Núm                   | Ciclista                          | Pos                   |
| 91                    | Alexander Kristoff (NOR)          | 12è                   |
| 92                    | Fernando Gaviria Rendón (COL)     | 22è                   |
| 93                    | Sven Erik Bystrøm (NOR)           | 55è                   |
| 94                    | Vegard Stake Laengen (NOR) (ruta) | 144è                  |
| 95                    | Marco Marcato (ITA)               | 66è                   |
| 96                    | Jasper Philipsen (BEL)            | 142è                  |
| 97                    | Oliviero Troia (ITA)              | 146è                  |

| Katusha-Alpecin TKA | Katusha-Alpecin TKA      | Katusha-Alpecin TKA |
| ------------------- | ------------------------ | ------------------- |
| Núm                 | Ciclista                 | Pos                 |
| 101                 | Jens Debusschere (BEL)   | 68è                 |
| 102                 | Jenthe Biermans (BEL)    | 79è                 |
| 103                 | Harry Tanfield (GBR)     | DNF                 |
| 104                 | Willie Smit (RSA)        | 130è                |
| 105                 | Rick Zabel (GER)         | 129è                |
| 106                 | Nils Politt (GER)        | 21è                 |
| 107                 | Mads Würtz Schmidt (DEN) | DNF                 |

| Groupama-FDJ GFC | Groupama-FDJ GFC          | Groupama-FDJ GFC |
| ---------------- | ------------------------- | ---------------- |
| Núm              | Ciclista                  | Pos              |
| 111              | Arnaud Démare (FRA)       | 69è              |
| 112              | Jacopo Guarnieri (ITA)    | 61è              |
| 113              | Ignatas Konovalovas (LTU) | 100è             |
| 114              | Stefan Küng (SUI)         | 42è              |
| 115              | Olivier Le Gac (FRA)      | 62è              |
| 116              | Miles Scotson (AUS)       | 99è              |
| 117              | Ramon Sinkeldam (NED)     | 71è              |

| Astana AST | Astana AST              | Astana AST |
| ---------- | ----------------------- | ---------- |
| Núm        | Ciclista                | Pos        |
| 121        | Laurens De Vreese (BEL) | 77è        |
| 122        | Davide Ballerini (ITA)  | 17è        |
| 123        | Jandos Bijiguitov (KAZ) | 65è        |
| 124        | Danil Fominikh (KAZ)    |            |
| 125        | Ievgueni Guiditx (KAZ)  | DNF        |
| 126        | Dmitri Grúzdev (KAZ)    | DNF        |
| 127        | Hugo Houle (CAN)        | 63è        |

| Bora-Hansgrohe BOH | Bora-Hansgrohe BOH             | Bora-Hansgrohe BOH |
| ------------------ | ------------------------------ | ------------------ |
| Núm                | Ciclista                       | Pos                |
| 131                | Pascal Ackermann (GER) (ruta)  | 135è               |
| 132                | Jean-Pierre Drucker (LUX)      | DNF                |
| 133                | Christoph Pfingsten (GER)      | 122è               |
| 134                | Lukas Pöstlberger (AUT) (ruta) | 4t                 |
| 135                | Juraj Sagan (SVK)              | 109è               |
| 136                | Andreas Schillinger (GER)      | 85è                |
| 137                | Michael Schwarzmann (GER)      | DNF                |

| Team Jumbo-Visma TJV | Team Jumbo-Visma TJV        | Team Jumbo-Visma TJV |
| -------------------- | --------------------------- | -------------------- |
| Núm                  | Ciclista                    | Pos                  |
| 141                  | Mike Teunissen (NED)        | 18è                  |
| 142                  | Pascal Eenkhoorn (NED)      | 102è                 |
| 143                  | Amund Grøndahl Jansen (NOR) | 45è                  |
| 145                  | Taco van der Hoorn (NED)    | 83è                  |
| 146                  | Danny van Poppel (NED)      | 7è                   |
| 147                  | Maarten Wynants (BEL)       | 101è                 |

| Mitchelton-Scott MTS | Mitchelton-Scott MTS          | Mitchelton-Scott MTS |
| -------------------- | ----------------------------- | -------------------- |
| Núm                  | Ciclista                      | Pos                  |
| 151                  | Jack Bauer (NZL)              | 25è                  |
| 152                  | Callum Scotson (AUS)          | DNF                  |
| 153                  | Edoardo Affini (ITA)          | 148è                 |
| 154                  | Luka Mezgec (SLO)             | 94è                  |
| 155                  | Robert Stannard (AUS)         | 87è                  |
| 156                  | Michael Hepburn (AUS)         | 95è                  |
| 157                  | Christopher Juul-Jensen (DEN) | 54è                  |

| Team Sky SKY | Team Sky SKY               | Team Sky SKY |
| ------------ | -------------------------- | ------------ |
| Núm          | Ciclista                   | Pos          |
| 161          | Gianni Moscon (ITA)        | 53è          |
| 162          | Christopher Lawless (GBR)  | 151è         |
| 163          | Owain Doull (GBR)          | 46è          |
| 164          | Kristoffer Halvorsen (NOR) | 113è         |
| 165          | Christian Knees (GER)      | 47è          |
| 166          | Luke Rowe (GBR)            | 6è           |
| 167          | Dylan van Baarle (NED)     |              |

| Team Sunweb SUN | Team Sunweb SUN              | Team Sunweb SUN |
| --------------- | ---------------------------- | --------------- |
| Núm             | Ciclista                     | Pos             |
| 171             | Johannes Fröhlinger (GER)    | DNF             |
| 172             | Cees Bol (NED)               | 24è             |
| 173             | Roy Curvers (NED)            | DNF             |
| 174             | Marc Hirschi (SUI)           | 52è             |
| 175             | Asbjørn Kragh Andersen (DEN) | 92è             |
| 176             | Casper Pedersen (DEN)        | 110è            |
| 177             | Max Walscheid (GER)          | DNF             |

| Direct Énergie TDE | Direct Énergie TDE     | Direct Énergie TDE |
| ------------------ | ---------------------- | ------------------ |
| Núm                | Ciclista               | Pos                |
| 181                | Niki Terpstra (NED)    | 60è                |
| 182                | Lilian Calmejane (FRA) | 28è                |
| 183                | Damien Gaudin (FRA)    | 58è                |
| 184                | Pim Ligthart (NED)     | 150è               |
| 185                | Adrien Petit (FRA)     | 13è                |
| 186                | Alexandre Pichot (FRA) | 80è                |
| 187                | Anthony Turgis (FRA)   | 2n                 |

| Corendon-Circus COC | Corendon-Circus COC               | Corendon-Circus COC |
| ------------------- | --------------------------------- | ------------------- |
| Núm                 | Ciclista                          | Pos                 |
| 191                 | Mathieu van der Poel (NED) (ruta) | 1r                  |
| 192                 | Dries De Bondt (BEL)              | 67è                 |
| 193                 | Stijn Devolder (BEL)              | 56è                 |
| 194                 | Roy Jans (BEL)                    | DNF                 |
| 195                 | Jimmy Janssens (BEL)              | 105è                |
| 196                 | Lasse Norman Hansen (DEN)         | 78è                 |
| 197                 | Otto Vergaerde (BEL)              | 41è                 |

| Wanty-Gobert WGG | Wanty-Gobert WGG           | Wanty-Gobert WGG |
| ---------------- | -------------------------- | ---------------- |
| Núm              | Ciclista                   | Pos              |
| 201              | Frederik Backaert (BEL)    | 40è              |
| 202              | Xandro Meurisse (BEL)      | 44è              |
| 203              | Aimé De Gendt (BEL)        | 93è              |
| 204              | Timothy Dupont (BEL)       | 152è             |
| 205              | Ludwig De Winter (BEL)     | DNF              |
| 206              | Pieter Vanspeybrouck (BEL) | 153è             |
| 207              | Loïc Vliegen (BEL)         | 26è              |

| Cofidis, Solutions Crédits COF | Cofidis, Solutions Crédits COF | Cofidis, Solutions Crédits COF |
| ------------------------------ | ------------------------------ | ------------------------------ |
| Núm                            | Ciclista                       | Pos                            |
| 211                            | Christophe Laporte (FRA)       | 9è                             |
| 212                            | Filippo Fortin (ITA)           | 145è                           |
| 213                            | Cyril Lemoine (FRA)            | 136è                           |
| 214                            | Damien Touzé (FRA)             | 98è                            |
| 215                            | Bert Van Lerberghe (BEL)       | DNF                            |
| 216                            | Kenneth Vanbilsen (BEL)        | 43è                            |
| 217                            | Zico Waeytens (BEL)            | 125è                           |

| Vital Concept-B&B Hotels VCB | Vital Concept-B&B Hotels VCB | Vital Concept-B&B Hotels VCB |
| ---------------------------- | ---------------------------- | ---------------------------- |
| Núm                          | Ciclista                     | Pos                          |
| 221                          | Bryan Coquard (FRA)          | 35è                          |
| 222                          | Kris Boeckmans (BEL)         | 50è                          |
| 223                          | Bert De Backer (BEL)         | 107è                         |
| 224                          | Adrien Garel (FRA)           | 134è                         |
| 225                          | Jimmy Turgis (FRA)           | 38è                          |
| 226                          | Julien Morice (FRA)          | 124è                         |
| 227                          | Jonas Van Genechten (BEL)    | 23è                          |

| Sport Vlaanderen-Baloise SVB | Sport Vlaanderen-Baloise SVB | Sport Vlaanderen-Baloise SVB |
| ---------------------------- | ---------------------------- | ---------------------------- |
| Núm                          | Ciclista                     | Pos                          |
| 231                          | Piet Allegaert (BEL)         | 91è                          |
| 232                          | Amaury Capiot (BEL)          | 147è                         |
| 234                          | Kenneth Van Rooy (BEL)       | 123è                         |
| 235                          | Christophe Noppe (BEL)       | 32è                          |
| 236                          | Emiel Planckaert (BEL)       | 137è                         |
| 237                          | Thimo Willems (BEL)          | 121è                         |

| Israel Cycling Academy ICA | Israel Cycling Academy ICA | Israel Cycling Academy ICA |
| -------------------------- | -------------------------- | -------------------------- |
| Núm                        | Ciclista                   | Pos                        |
| 241                        | Tom Van Asbroeck (BEL)     | 75è                        |
| 242                        | Guillaume Boivin (CAN)     | 74è                        |
| 243                        | Dennis van Winden (NED)    |                            |
| 244                        | Zakkari Dempster (AUS)     | DNF                        |
| 245                        | Roy Goldstein (ISR) (ruta) | DNF                        |
| 246                        | Mihkel Räim (EST)          | 111è                       |
| 247                        | Conor Dunne (IRL) (ruta)   | 112è                       |

| Deceuninck-Quick Step DQT | Deceuninck-Quick Step DQT  | Deceuninck-Quick Step DQT |
| ------------------------- | -------------------------- | ------------------------- |
| Núm                       | Ciclista                   | Pos                       |
| 1                         | Yves Lampaert (BEL) (ruta) | 8è                        |
| 2                         | Philippe Gilbert (BEL)     | DNF                       |
| 3                         | Kasper Asgreen (DEN)       | 143è                      |
| 4                         | Florian Sénéchal (FRA)     | 30è                       |
| 5                         | Álvaro Hodeg Chagui (COL)  | 131è                      |
| 6                         | Bob Jungels (LUX) (ruta)   | 3r                        |
| 7                         | Iljo Keisse (BEL)          | 82è                       |

| Movistar Team MOV | Movistar Team MOV                        | Movistar Team MOV |
| ----------------- | ---------------------------------------- | ----------------- |
| Núm               | Ciclista                                 | Pos               |
| 11                | Alejandro Valverde Belmonte (ESP) (ruta) | 31è               |
| 12                | Jaime Castrillo (ESP)                    | 108è              |
| 13                | Imanol Erviti Ollo (ESP)                 | 48è               |
| 14                | Lluís Mas Bonet (ESP)                    | 116è              |
| 15                | Nélson Oliveira (POR)                    | 59è               |
| 16                | Jürgen Roelandts (BEL)                   | 20è               |
| 17                | Jasha Sütterlin (GER)                    | 27è               |

| CCC Team CPT | CCC Team CPT               | CCC Team CPT |
| ------------ | -------------------------- | ------------ |
| Núm          | Ciclista                   | Pos          |
| 21           | Gijs Van Hoecke (BEL)      | 34è          |
| 22           | Paweł Bernas (POL)         | 120è         |
| 23           | Michael Schär (SUI)        | DNF          |
| 24           | Szymon Sajnok (POL)        | 84è          |
| 25           | Kamil Gradek (POL)         | 97è          |
| 26           | Jonas Koch (GER)           | 72è          |
| 27           | Nathan Van Hooydonck (BEL) | 39è          |

| Lotto-Soudal LTS | Lotto-Soudal LTS        | Lotto-Soudal LTS |
| ---------------- | ----------------------- | ---------------- |
| Núm              | Ciclista                | Pos              |
| 31               | Tiesj Benoot (BEL)      | 5è               |
| 32               | Adam Blythe (GBR)       | DNF              |
| 33               | Stan Dewulf (BEL)       | DNF              |
| 34               | Jens Keukeleire (BEL)   | 11è              |
| 35               | Frederik Frison (BEL)   | 118è             |
| 36               | Lawrence Naesen (BEL)   | 86è              |
| 37               | Brian van Goethem (NED) | 88è              |

| AG2R La Mondiale ALM | AG2R La Mondiale ALM            | AG2R La Mondiale ALM |
| -------------------- | ------------------------------- | -------------------- |
| Núm                  | Ciclista                        | Pos                  |
| 41                   | Oliver Naesen (BEL)             | 19è                  |
| 42                   | Gediminas Bagdonas (LTU) (ruta) | 138è                 |
| 43                   | Nico Denz (GER)                 | 126è                 |
| 44                   | Silvan Dillier (SUI)            | 73è                  |
| 45                   | Julien Duval (FRA)              | 119è                 |
| 46                   | Dorian Godon (FRA)              | 139è                 |
| 47                   | Stijn Vandenbergh (BEL)         | 76è                  |

| EF Education First EF1 | EF Education First EF1    | EF Education First EF1 |
| ---------------------- | ------------------------- | ---------------------- |
| Núm                    | Ciclista                  | Pos                    |
| 51                     | Logan Owen (USA)          | DNF                    |
| 52                     | Alberto Bettiol (ITA)     | 51è                    |
| 53                     | Taylor Phinney (USA)      | DNF                    |
| 54                     | Mitchell Docker (AUS)     | 96è                    |
| 55                     | Sebastian Langeveld (NED) | 106è                   |
| 56                     | Thomas Scully (NZL)       | 70è                    |
| 57                     | Sacha Modolo (ITA)        | 37è                    |

| Trek-Segafredo TFS | Trek-Segafredo TFS   | Trek-Segafredo TFS |
| ------------------ | -------------------- | ------------------ |
| Núm                | Ciclista             | Pos                |
| 61                 | Jasper Stuyven (BEL) | 14è                |
| 62                 | Koen de Kort (NED)   | 115è               |
| 63                 | Ryan Mullen (IRL)    | DNF                |
| 64                 | Alex Kirsch (LUX)    | 90è                |
| 65                 | Kiel Reijnen (USA)   | 133è               |
| 66                 | Mads Pedersen (DEN)  | 89è                |
| 67                 | Edward Theuns (BEL)  | 64è                |

| Bahrain-Merida TBM | Bahrain-Merida TBM         | Bahrain-Merida TBM |
| ------------------ | -------------------------- | ------------------ |
| Núm                | Ciclista                   | Pos                |
| 71                 | Marcel Sieberg (GER)       | 81è                |
| 72                 | Iván García Cortina (ESP)  | 16è                |
| 73                 | Heinrich Haussler (AUS)    | 10è                |
| 74                 | Kristjan Koren (SLO)       | 103è               |
| 75                 | Matej Mohorič (SLO) (ruta) | 15è                |
| 76                 | Luka Pibernik (SLO)        | 104è               |
| 77                 | Jan Tratnik (SLO)          | 33è                |

| Dimension Data TDD | Dimension Data TDD                | Dimension Data TDD |
| ------------------ | --------------------------------- | ------------------ |
| Núm                | Ciclista                          | Pos                |
| 81                 | Edvald Boasson Hagen (NOR)        | 36è                |
| 82                 | Michael Valgren Andersen (DEN)    | 29è                |
| 83                 | Lars Ytting Bak (DEN)             | 140è               |
| 84                 | Bernhard Eisel (AUT)              | 114è               |
| 85                 | Reinardt Janse van Rensburg (RSA) | 49è                |
| 86                 | Jacobus Venter (RSA)              | 149è               |
| 87                 | Julien Vermote (BEL)              | 132è               |

| UAE Team Emirates UAD | UAE Team Emirates UAD             | UAE Team Emirates UAD |
| --------------------- | --------------------------------- | --------------------- |
| Núm                   | Ciclista                          | Pos                   |
| 91                    | Alexander Kristoff (NOR)          | 12è                   |
| 92                    | Fernando Gaviria Rendón (COL)     | 22è                   |
| 93                    | Sven Erik Bystrøm (NOR)           | 55è                   |
| 94                    | Vegard Stake Laengen (NOR) (ruta) | 144è                  |
| 95                    | Marco Marcato (ITA)               | 66è                   |
| 96                    | Jasper Philipsen (BEL)            | 142è                  |
| 97                    | Oliviero Troia (ITA)              | 146è                  |

| Katusha-Alpecin TKA | Katusha-Alpecin TKA      | Katusha-Alpecin TKA |
| ------------------- | ------------------------ | ------------------- |
| Núm                 | Ciclista                 | Pos                 |
| 101                 | Jens Debusschere (BEL)   | 68è                 |
| 102                 | Jenthe Biermans (BEL)    | 79è                 |
| 103                 | Harry Tanfield (GBR)     | DNF                 |
| 104                 | Willie Smit (RSA)        | 130è                |
| 105                 | Rick Zabel (GER)         | 129è                |
| 106                 | Nils Politt (GER)        | 21è                 |
| 107                 | Mads Würtz Schmidt (DEN) | DNF                 |

| Groupama-FDJ GFC | Groupama-FDJ GFC          | Groupama-FDJ GFC |
| ---------------- | ------------------------- | ---------------- |
| Núm              | Ciclista                  | Pos              |
| 111              | Arnaud Démare (FRA)       | 69è              |
| 112              | Jacopo Guarnieri (ITA)    | 61è              |
| 113              | Ignatas Konovalovas (LTU) | 100è             |
| 114              | Stefan Küng (SUI)         | 42è              |
| 115              | Olivier Le Gac (FRA)      | 62è              |
| 116              | Miles Scotson (AUS)       | 99è              |
| 117              | Ramon Sinkeldam (NED)     | 71è              |

| Astana AST | Astana AST              | Astana AST |
| ---------- | ----------------------- | ---------- |
| Núm        | Ciclista                | Pos        |
| 121        | Laurens De Vreese (BEL) | 77è        |
| 122        | Davide Ballerini (ITA)  | 17è        |
| 123        | Jandos Bijiguitov (KAZ) | 65è        |
| 124        | Danil Fominikh (KAZ)    |            |
| 125        | Ievgueni Guiditx (KAZ)  | DNF        |
| 126        | Dmitri Grúzdev (KAZ)    | DNF        |
| 127        | Hugo Houle (CAN)        | 63è        |

| Bora-Hansgrohe BOH | Bora-Hansgrohe BOH             | Bora-Hansgrohe BOH |
| ------------------ | ------------------------------ | ------------------ |
| Núm                | Ciclista                       | Pos                |
| 131                | Pascal Ackermann (GER) (ruta)  | 135è               |
| 132                | Jean-Pierre Drucker (LUX)      | DNF                |
| 133                | Christoph Pfingsten (GER)      | 122è               |
| 134                | Lukas Pöstlberger (AUT) (ruta) | 4t                 |
| 135                | Juraj Sagan (SVK)              | 109è               |
| 136                | Andreas Schillinger (GER)      | 85è                |
| 137                | Michael Schwarzmann (GER)      | DNF                |

| Team Jumbo-Visma TJV | Team Jumbo-Visma TJV        | Team Jumbo-Visma TJV |
| -------------------- | --------------------------- | -------------------- |
| Núm                  | Ciclista                    | Pos                  |
| 141                  | Mike Teunissen (NED)        | 18è                  |
| 142                  | Pascal Eenkhoorn (NED)      | 102è                 |
| 143                  | Amund Grøndahl Jansen (NOR) | 45è                  |
| 145                  | Taco van der Hoorn (NED)    | 83è                  |
| 146                  | Danny van Poppel (NED)      | 7è                   |
| 147                  | Maarten Wynants (BEL)       | 101è                 |

| Mitchelton-Scott MTS | Mitchelton-Scott MTS          | Mitchelton-Scott MTS |
| -------------------- | ----------------------------- | -------------------- |
| Núm                  | Ciclista                      | Pos                  |
| 151                  | Jack Bauer (NZL)              | 25è                  |
| 152                  | Callum Scotson (AUS)          | DNF                  |
| 153                  | Edoardo Affini (ITA)          | 148è                 |
| 154                  | Luka Mezgec (SLO)             | 94è                  |
| 155                  | Robert Stannard (AUS)         | 87è                  |
| 156                  | Michael Hepburn (AUS)         | 95è                  |
| 157                  | Christopher Juul-Jensen (DEN) | 54è                  |

| Team Sky SKY | Team Sky SKY               | Team Sky SKY |
| ------------ | -------------------------- | ------------ |
| Núm          | Ciclista                   | Pos          |
| 161          | Gianni Moscon (ITA)        | 53è          |
| 162          | Christopher Lawless (GBR)  | 151è         |
| 163          | Owain Doull (GBR)          | 46è          |
| 164          | Kristoffer Halvorsen (NOR) | 113è         |
| 165          | Christian Knees (GER)      | 47è          |
| 166          | Luke Rowe (GBR)            | 6è           |
| 167          | Dylan van Baarle (NED)     |              |

| Team Sunweb SUN | Team Sunweb SUN              | Team Sunweb SUN |
| --------------- | ---------------------------- | --------------- |
| Núm             | Ciclista                     | Pos             |
| 171             | Johannes Fröhlinger (GER)    | DNF             |
| 172             | Cees Bol (NED)               | 24è             |
| 173             | Roy Curvers (NED)            | DNF             |
| 174             | Marc Hirschi (SUI)           | 52è             |
| 175             | Asbjørn Kragh Andersen (DEN) | 92è             |
| 176             | Casper Pedersen (DEN)        | 110è            |
| 177             | Max Walscheid (GER)          | DNF             |

| Direct Énergie TDE | Direct Énergie TDE     | Direct Énergie TDE |
| ------------------ | ---------------------- | ------------------ |
| Núm                | Ciclista               | Pos                |
| 181                | Niki Terpstra (NED)    | 60è                |
| 182                | Lilian Calmejane (FRA) | 28è                |
| 183                | Damien Gaudin (FRA)    | 58è                |
| 184                | Pim Ligthart (NED)     | 150è               |
| 185                | Adrien Petit (FRA)     | 13è                |
| 186                | Alexandre Pichot (FRA) | 80è                |
| 187                | Anthony Turgis (FRA)   | 2n                 |

| Corendon-Circus COC | Corendon-Circus COC               | Corendon-Circus COC |
| ------------------- | --------------------------------- | ------------------- |
| Núm                 | Ciclista                          | Pos                 |
| 191                 | Mathieu van der Poel (NED) (ruta) | 1r                  |
| 192                 | Dries De Bondt (BEL)              | 67è                 |
| 193                 | Stijn Devolder (BEL)              | 56è                 |
| 194                 | Roy Jans (BEL)                    | DNF                 |
| 195                 | Jimmy Janssens (BEL)              | 105è                |
| 196                 | Lasse Norman Hansen (DEN)         | 78è                 |
| 197                 | Otto Vergaerde (BEL)              | 41è                 |

| Wanty-Gobert WGG | Wanty-Gobert WGG           | Wanty-Gobert WGG |
| ---------------- | -------------------------- | ---------------- |
| Núm              | Ciclista                   | Pos              |
| 201              | Frederik Backaert (BEL)    | 40è              |
| 202              | Xandro Meurisse (BEL)      | 44è              |
| 203              | Aimé De Gendt (BEL)        | 93è              |
| 204              | Timothy Dupont (BEL)       | 152è             |
| 205              | Ludwig De Winter (BEL)     | DNF              |
| 206              | Pieter Vanspeybrouck (BEL) | 153è             |
| 207              | Loïc Vliegen (BEL)         | 26è              |

| Cofidis, Solutions Crédits COF | Cofidis, Solutions Crédits COF | Cofidis, Solutions Crédits COF |
| ------------------------------ | ------------------------------ | ------------------------------ |
| Núm                            | Ciclista                       | Pos                            |
| 211                            | Christophe Laporte (FRA)       | 9è                             |
| 212                            | Filippo Fortin (ITA)           | 145è                           |
| 213                            | Cyril Lemoine (FRA)            | 136è                           |
| 214                            | Damien Touzé (FRA)             | 98è                            |
| 215                            | Bert Van Lerberghe (BEL)       | DNF                            |
| 216                            | Kenneth Vanbilsen (BEL)        | 43è                            |
| 217                            | Zico Waeytens (BEL)            | 125è                           |

| Vital Concept-B&B Hotels VCB | Vital Concept-B&B Hotels VCB | Vital Concept-B&B Hotels VCB |
| ---------------------------- | ---------------------------- | ---------------------------- |
| Núm                          | Ciclista                     | Pos                          |
| 221                          | Bryan Coquard (FRA)          | 35è                          |
| 222                          | Kris Boeckmans (BEL)         | 50è                          |
| 223                          | Bert De Backer (BEL)         | 107è                         |
| 224                          | Adrien Garel (FRA)           | 134è                         |
| 225                          | Jimmy Turgis (FRA)           | 38è                          |
| 226                          | Julien Morice (FRA)          | 124è                         |
| 227                          | Jonas Van Genechten (BEL)    | 23è                          |

| Sport Vlaanderen-Baloise SVB | Sport Vlaanderen-Baloise SVB | Sport Vlaanderen-Baloise SVB |
| ---------------------------- | ---------------------------- | ---------------------------- |
| Núm                          | Ciclista                     | Pos                          |
| 231                          | Piet Allegaert (BEL)         | 91è                          |
| 232                          | Amaury Capiot (BEL)          | 147è                         |
| 234                          | Kenneth Van Rooy (BEL)       | 123è                         |
| 235                          | Christophe Noppe (BEL)       | 32è                          |
| 236                          | Emiel Planckaert (BEL)       | 137è                         |
| 237                          | Thimo Willems (BEL)          | 121è                         |

| Israel Cycling Academy ICA | Israel Cycling Academy ICA | Israel Cycling Academy ICA |
| -------------------------- | -------------------------- | -------------------------- |
| Núm                        | Ciclista                   | Pos                        |
| 241                        | Tom Van Asbroeck (BEL)     | 75è                        |
| 242                        | Guillaume Boivin (CAN)     | 74è                        |
| 243                        | Dennis van Winden (NED)    |                            |
| 244                        | Zakkari Dempster (AUS)     | DNF                        |
| 245                        | Roy Goldstein (ISR) (ruta) | DNF                        |
| 246                        | Mihkel Räim (EST)          | 111è                       |
| 247                        | Conor Dunne (IRL) (ruta)   | 112è                       |